# Per l'Annunziata la rondine è ritornata

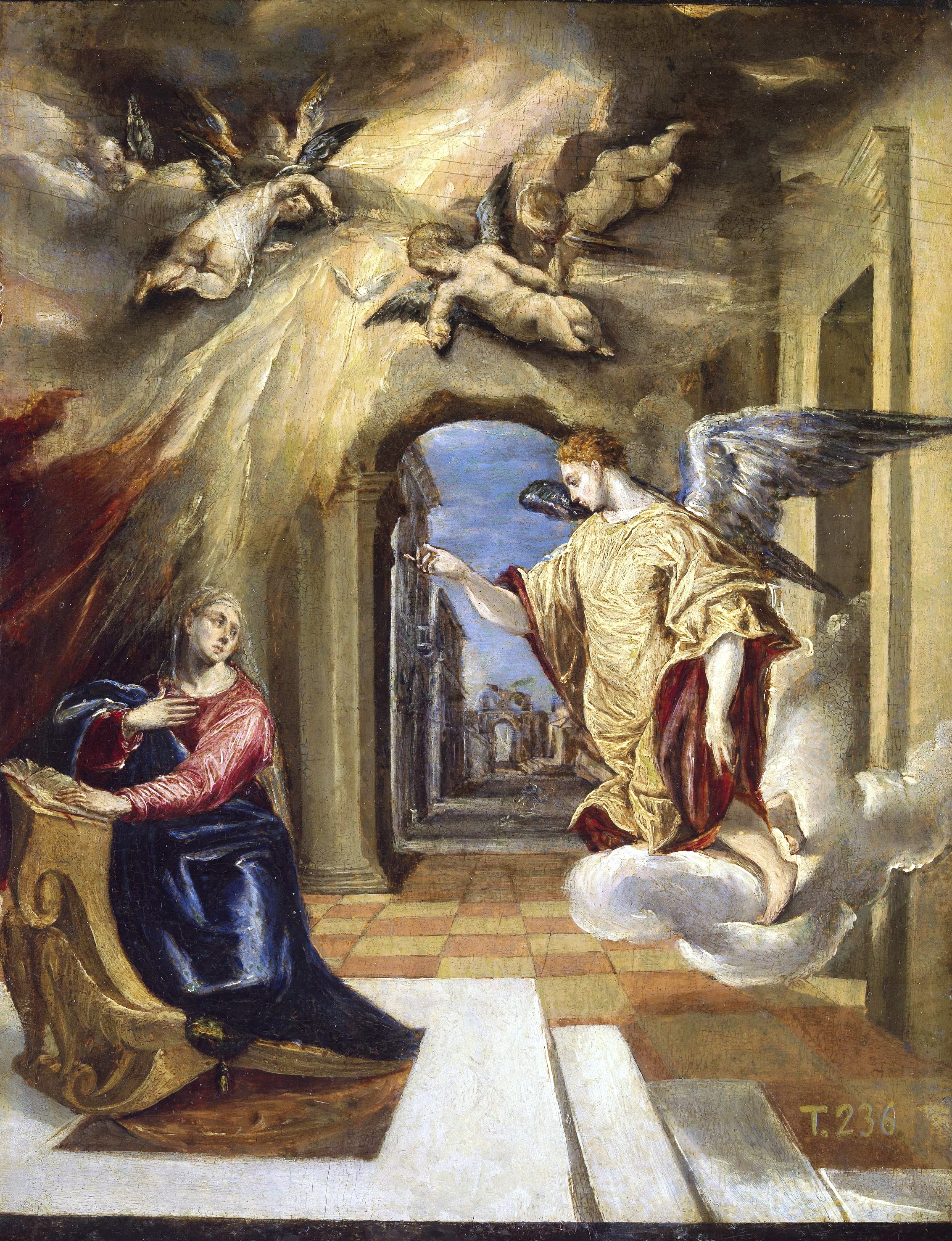
Annunciazione

Per l'Annunziata la rondine è ritornata (noto anche come "San Benedetto la rondine sotto al tetto"), è un proverbio popolare che associa un evento religioso, come la celebrazione dell'Annunciazione, ad uno profano, come la data che nell'antichità veniva celebrata come quella dell'equinozio di primavera.
La celebrazione dell'Annunciazione cade il 25 marzo e ai tempi di Giulio Cesare coincideva con l'equinozio, ecco perché l'anno liturgico iniziava da quella data, inoltre anticamente era diffusa la convinzione che il 25 marzo fosse la data della creazione del mondo e della morte di Gesù.

## L'Annunziata e la rondine
Il rientro delle rondini dalla migrazione autunnale annunciano la primavera che inizia poco prima della celebrazione dell'Annunciazione.

## L'Annunziata e la zucca
In effetti la coltivazione della zucca richiede un clima più caldo.

## Proverbi dialettali

### L'Annunziata in Puglia
(dialettale pugliese)
("Il giorno dell'Annunziata, appare bello il seminato").

### L'Annunziata nelle Marche
(dialettale marchigiano)
("Dopo l'Annunziata si pianta il granturco").

### L'Annunziata in Piemonte
(dialettale piemontese)
("All'Annunziata la rondine sotto casa")

### L'Annunziata in Romagna
(dialettale romagnolo)
("Il giorno dell'Annunciazione non cogliere più le viole perché perdono tutto il profumo"). Il senso del proverbio è che le viole perdono gradualmente il loro profumo a mano mano che passano i giorni della primavera.